# Porta Quirinalis
Nella Roma antica, la Porta Quirinalis era una delle tre porte d'accesso al colle Quirinale, insieme alla Porta Salutaris e alla Porta Sanqualis. Era la più settentrionale delle tre, situata nei dintorni dell'odierna piazza Barberini, verso l'incrocio tra via delle Quattro Fontane e via dei Giardini. 
Il nome della porta deriva dall'essere stata costruita nei pressi del tempio del dio Quirino, deificazione di Romolo e importante figura del pantheon romano, la cui rilevanza era tale che, già prima che il santuario e l'altare a lui dedicati fossero innalzati, ai tempi della monarchia, all'intero colle era stato dato il suo nome.
La porta fu edificata all'epoca della costruzione delle mura serviane, sebbene non si ritiene che in quel punto vi fossero mura di cinta. La conformazione orografica del colle su tutto il versante occidentale era infatti tale da renderlo decisamente scosceso e di conseguenza su quel lato non solo mancavano porte e strade di accesso alla città, ma non era neanche necessario ricorrere alla costruzione di una cinta muraria difensiva, essendo sufficiente, al massimo, un parapetto. Il livello originario della valle sotto al dirupo era infatti ben 11 m sotto l'attuale piano stradale di piazza Barberini, ed il dislivello con la parte alta del colle, che in quel punto raggiungeva il valore massimo, era di circa 25 m. La strada che conduceva su per il colle fino alla porta, circa in corrispondenza dell'attuale via delle Quattro Fontane (che presenta tuttora un notevole dislivello), era pertanto ripidissima, come hanno rivelato indagini archeologiche e geologiche.
L'apertura di tale strada, sebbene di difficile percorrenza, si era resa necessaria per il rilevante sviluppo urbanistico del quartiere, per mettere in comunicazione la valle con la sommità del colle, dove correva un'importante arteria stradale nota come Alta Semita (grosso modo coincidente con l'attuale via del Quirinale), che conduceva fino a Porta Collina.